# Mago de Oz (personaje)
Oscar Zoroastro Phadrig Isaac Norman Henkle Emmannuel Ambrosio Diggs (también conocido como el Mago de Oz y, durante su reinado, como Oz, el Grande y Poderoso) es un personaje de ficción en la Tierra de Oz creado por el escritor estadounidense L. Frank Baum.
El personaje fue popularizado aún más por la clásica película musical de MGM de 1939, en que no se menciona su nombre completo.

## Libros clásicos de Oz
En los libros clásicos de Baum de El maravilloso Mago de Oz, el Mago de Oz es el todavía dominante en solitario de la desconocida Tierra de Oz. Él se cree que es la persona más poderosa e intimidante en todo el país, adorado e incluso temido por casi todos los Ozianos. A pesar de que en la novela que se nombra después de él, el no hace acto de presencia hasta la mitad de la historia de Baum. Creyendo que era una gran fuerza adorado y temido por todos los que conocen sobre él, Dorothy Gale, su perro Toto, y sus tres amigos, el Espantapájaros, Hombre de Hojalata y el León Cobarde viajan para la capital imperial de Oz: la Ciudad Esmeralda, y piden su ayuda, ya que se dice que es la única figura lo suficientemente potente como para ayudarlos con su carácter incompleto. Cuando el grupo de compañeros llegan a la ciudad después de varias aventuras, Oz está muy reacio a reunirse con ellos, ya que nunca ha permitido a nadie una audiencia antes en todas las décadas que ha gobernado. Sin embargo, cuando se entera de que Dorothy lleva los encantados Zapatos de plata, y que ella ha matado a la Bruja Mala del Este, este se compromete a hablar con ellos, sin embargo, sólo los verá una a la vez, todo en días separados. En cada una de estas ocasiones, el asistente parece ser un cambiaformas talentoso, tomando varias formas diferentes. Al entrar en sus aposentos privados, el Mago de Oz se aparece ante Dorothy que lo ve como un gigante verde con la cabeza por encima de un trono real, el Espantapájaros ve a Oz como un hada, con hermosas alas, el Hombre de Hojalata cree que Oz es una enorme bestia con cuernos, y finalmente el Cobarde León lo ve como una bola de fuego levitando. El mago se compromete a conceder sus deseos solamente si demuestran que son dignos de su asistencia y eliminan con éxito a la Malvada Bruja del Oeste que controla el cuadrante occidental de Oz, en el País Winkie.
Finalmente, después de que Dorothy y sus amigos terminan su tarea en la derrota de la Malvada Bruja y el establecimiento de la libertad de su esclavitud a los nativos Winkies, se revela que Oz no es en realidad ninguna de estas cosas, sino más bien un estafador y experto en embaucamiento de Omaha, Nebraska. Él explica que ha estado usando un montón de trucos de magia elaborados y accesorios para crear ilusiones y hacerse parecer realmente "grande y poderoso."
Trabajando como un mago falso para un viaje del Circus Company, OZ escribió (las iniciales de sus dos primeros apellidos, Oscar de ser su primera, y Zoroastro siendo el primero de sus siete segundos nombres) en el lado de su globo de aire caliente con fines promocionales . Un día, mientras que en su globo, una tormenta se acercaba y los fuertes vientos lo llevaron lejos. El globo navegó con seguridad al reino de Oz, donde se encontró a sí mismo aclamado como un gran hechicero antes de introducirse a sí mismo como un "Asistente". Desde la reciente caída del rey mortal de Oz Pastoria, y la misteriosa desaparición de su pequeña hija, la Princesa Ozma, los Ozianos no tenían el liderazgo actual. Fue entonces cuando le preguntaron al Asistente para tomar el trono. Oscar aceptó inmediatamente esta oferta, y una vez que se estableció como el gobernante oficial, ordenó que la Ciudad Esmeralda construyera el famoso camino de ladrillos amarillos construido en su honor.
En El Maravilloso Mago de Oz, Oscar deja a Oz al final de la novela, de nuevo en un globo de aire caliente. Después de la salida del Mago, el Espantapájaros es entronizado brevemente, hasta que la Princesa Ozma es finalmente encontrada por Glinda y liberada de la Malvada Bruja Mombi al final de La maravillosa tierra de Oz (1904).
En La maravillosa tierra de Oz, se sugiere y dio a entender que podría haber sido el mago el que derrocó a Pastoria y entregó a la bebé princesa a la vieja bruja Mombi con el fin de tomar el trono para sí mismo. En Ozma de Oz (1907), aunque el personaje no apareció, Baum describió el secuestro de Ozma sin incluir directamente a Oscar como parte de ella. El mago regresa en la novela Dorothy y el mago en Oz (1908). Cuando Dorothy Gale y su primo Zeb Hugson, caen a través de una grieta en la tierra después de un terremoto; se encuentran con el Mago para quien también cayó cuando la tierra se abrió. A lo largo de la historia, el asistente actúa como su guía y protector. Oz explica que su verdadero nombre es Oscar Zoroastro Phadrig Isaac Norman Henkle Emmannuel Ambrosio Diggs. Para acortar el nombre, utilizó sólo sus iniciales (OZPINHEAD), pero ya que deletreaba la palabra cabeza de alfiler (en inglés PINHEAD), acortó su nombre más allá y se llamó a sí mismo "Oz". Cuando Ozma les rescata de los reinos subterráneos, que relata su historia de convertirse en el gobernante de Oz, y Ozma explica que antes de que las brujas usurparan el trono de su abuelo (un suceso ocurre mucho antes de la llegada del mago de Oz), el gobernante de Oz siempre había sido conocido como Oz o (si fuese mujer) Ozma. Ozma luego le permite vivir en Oz permanente y residir en el palacio real de la Ciudad Esmeralda. Se convierte en aprendiz de Glinda (la más poderosa maga de trabajo en Oz). Ozma decreta que, además de ella, sólo al Mago y a Glinda se les permite usar la magia a menos que los demás usuarios de la magia tengan permiso. Glinda finalmente enseña al mago como hacer magia real, de modo que ya no es un farsante, sino un verdadero mago certificado.
En libros posteriores, él demuestra ser todo un inventor, proporcionando dispositivos que ayudan en los diferentes viajes de los personajes. Se presenta a Oz con el uso de teléfonos móviles en Tik-Tok de Oz. Algunos de sus dispositivos más elaborados son los Ozpril y los Oztober, o los Ozoplanes globo impulsado en Ozoplaning con el Mago de Oz, y los taxis inteligentes llamados Scalawagons en Los Scalawagons de Oz.

## Adaptaciones cinematográficas

### Películas mudas (1908-25)
El mago ha aparecido en casi todos los silenciosa película Oz, interpretado por diferentes actores cada vez.
- The Fairylogue and Radio-Plays (1908): Sam 'Sonrisa' Jones
- El Maravilloso Mago de Oz (1910): Hobart Bosworth
- La muchacha del remiendo de Oz (1914): Todd Wright
- Su Majestad, el espantapájaros de Oz (1914): J. Charles Haydon
- Mago de Oz (1925): Charles Murray

### El mago de Oz(1939)
En El mago de Oz, el personaje del Mago es similar al encontrado en los libros anteriores: un torpe "embaucador". Fue interpretado por el actor Frank Morgan, que también hizo varios papeles en la película incluyendo al Profesor Marvel (el misterioso viajero adivino que Dorothy se reúne en Kansas con un caballo llamado Sylvester), el Portero en la Ciudad Esmeralda, el guardia en las puertas al Castillo del Mago y el Cochero cuyo transporte sea sacado a "El caballo de un color diferente". Su rostro también fue utilizado presumiblemente como la imagen proyectada del Mago de Oz. Al igual que Dorothy, el Asistente para sí mismo es oriundo de Kansas, con orgullo diciendo que él es "un viejo hombre de Kansas, nacido y criado en el corazón del desierto occidental." En la película, el Asistente es visto sólo como una cabeza flotante y como ser humano, no en cualquiera de las otras formas que aparece en el libro.
Los Guionistas Florence Ryerson y Edgar Allan Woolf crearon al Profesor Marvel para las secuencias de tonos sepia. Kansas Globo de aire caliente del Asistente en la película tiene el nombre de Omaha en él, lo que refleja que el Asistente se originó en Omaha, Nebraska, al igual que en el libro.
El Profesor Marvel y el trabajador agrícola Zeke (alter ego del León) son los únicos hombres con sombreros cuando Dorothy despierta de estar inconsciente, porque Hickory (alter ego del hombre de Hojalata) y Hunk (alter ego del Espantapájaros) perdieron sus sombreros con el tío Henry cuando lucharon para abrir la bodega cuando el tornado se acercó a la granja.

### Oz the Great and Powerful(2013)
Oz the Great and Powerful sirve como precuela no oficial a la serie Oz. La película se centra en Oscar Diggs (interpretado por James Franco), y su viaje de mago de poca monta al gobernante de la Tierra de Oz. En él, se presenta como una excesivamente coqueta y exceso de confianza con el artista y mago de la etapa que al conocer a Theodora (el futuro Wicked Witch of the West), y sin darse cuenta de que desató su obsesión con él, está muy interesado en el cumplimiento de su papel como el mago legendario destino para restaurar el orden a Oz (principalmente debido a la promesa de la Tesorería Oz). Sin embargo, a lo largo de su viaje y ver el impacto de sus acciones buenas y malas, él se da cuenta de lo mucho que la gente de Oz lo necesitan y elabora una manera de utilizar su habilidad en ilusiones para liberarlos. También constituye una "familia" improvisada en forma de sí mismo, Glinda la Bruja Buena, Finley (un mono alado que rescató de un león), y una chica de China (una muñeca de porcelana viviente y el único superviviente de un ataque a la ciudad de China cuyas piernas reparó con pegamento).

### Érase una vez(2014)
El mago de Oz aparece en la serie Érase una vez en los episodios "New York City Serenade", "una cosa curiosa" y "Kansas" retratados por Pistachero Gormar. Originalmente, Walsh es de Kansas, pero se encuentra en la Tierra de Oz. Se da a sí mismo el nombre de "Oz el Grande y Terrible", que se hace pasar por un mago que todo lo sabe. Esta broma molesta a Glinda la Bruja del Sur, ya que ella sabe que él sólo da falsas esperanzas a los que buscan su ayuda. Desde detrás de una cortina, Walsh proyecta una imagen de la sombra y habla con una voz resonante a cualquiera que se acerque a su palacio a buscar una audiencia con él. También pide auténticos objetos mágicos a cambio, que él utiliza para continuar su engaño. Una mujer llamada Helena quiere su ayuda para encontrar a su familia biológica, por lo que los regalos consisten en un par de tacones de plata para llevarla a cualquier lugar que desee. Helena deja el Bosque Encantado para buscar a sus familiares y regresa pidiendo ir al pasado para que pueda cambiar su propio destino de ser abandonada por su madre. El mago le indica que, incluso con la más poderosa magia, esto no es posible. Enojada, ella arranca la cortina y descubre su verdadera personalidad no es más que un simple hombre al que le gusta la forestación de una imagen falsa para poner un buen espectáculo. La decisión de hacer uso de él, ella lo convierte en un Mono volador que usa como su fiel mascota. Algún tiempo después, su transformación en un mono de vuelo alerta a Blinda, a la presencia de Helena. Blinda le da las gracias a Helena por exponerlo y cree que un tiempo en su forma de mascota es un castigo apropiado por su engaño. Helena se recibió en la hermandad de Glinda de brujas como la Bruja del Oeste, pero está fue "derrotada" por una niña llamada Dorothy Gale. En lugar de convertirse en la nueva Bruja del Oeste, Dorothy sólo desea volver a casa; un deseo que Glinda subvenciones por llevarla de nuevo a ver al Mago, que se presume que han vuelto a su antigua forma, ya la magia de Helena se ha deshecho. Desde detrás de la cortina verde, Zelena suplanta la voz del Mago y da Dorothy las zapatillas de plata para enviarla a su casa.
Walsh cumple Emma Cisne y comienzan a salir. A lo largo de ocho meses, se llega a conocer a ella, así como a su hijo, Henry. Walsh tiene motivos deshonestos en acercarse a Emma, pero la naturaleza de no se sabe. Durante una cena romántica velada, Walsh sorprende Emma ocultando un anillo en el plato de un helado y luego le propone matrimonio. Ella reacciona en estado de shock por caminar fuera del restaurante y declarando que el matrimonio es demasiado pronto para ellos. Walsh se compromete a ser paciente, ya que es ella la que quiere pasar su vida con, y se compromete a darle todo el tiempo para pensar en ello. Al día siguiente, recibe un texto de Enrique pidiéndole que viniera a la vivienda a cenar con Emma. Walsh muestra rápidamente hacia arriba, a la que Emma le da a la azotea donde se rechaza su propuesta de matrimonio. Emma explica regañadientes la necesidad de ella para ir a casa y dejarlo atrás porque "un fantasma" de su pasado ha aparecido. Walsh hace todo lo posible para convencerla de que la vida que tiene ahora la pena quedarse para, pero Emma no puede, a pesar de que desea que podría ser así. Incapaz de convencer de lo contrario, los cambios de comportamiento de Walsh y que expresa el conocimiento de la poción Emma previamente bebió, que es lo que restauró sus últimos recuerdos. Después de lanzar a un lado de una mesa, que cobra en ella, pero ella lo esquiva, enviando lanzándolo por el techo. Él se eleva en forma de Flying Monkey atacarla, aunque Emma le empuja violentamente con un tubo de metal. Físicamente herido, cae del edificio, casi tocar el suelo, antes de desaparecer en una nube de humo.